# Myrmecaelurus andreinii
Myrmecaelurus andreinii là một loài côn trùng trong họ Myrmeleontidae thuộc bộ Neuroptera. Loài này được Navás miêu tả năm 1914.